# یک رنجر
یک رنجر (به انگلیسی: One ranger) یک فیلم اکشن و دلهره‌آور آمریکایی محصول سال ۲۰۲۳ به کارگردانی و نویسندگی جسی وی. جانسون با بازی توماس جین و جان مالکوویچ است.
در اکتبر ۲۰۲۲، اعلام شد که حقوق فیلم توسط لاینزگیت به دست آمده‌است. این فیلم برای اولین بار در جشنواره بین‌المللی فیلم دالاس در ۲۸ آوریل ۲۰۲۳ به نمایش درآمد. سپس در ۵ مه ۲۰۲۳ در سینماهای منتخب و بنا به درخواست اکران شد. تا ۱۸ اکتبر ۲۰۲۳، این فیلم در مجارستان، جمهوری چک، اسلواکی و امارات متحده عربی به فروش ۲۷٫۹۳۸ دلاری رسید.

## داستان
یک تکاور تگزاس که توسط اطلاعات بریتانیا استخدام شده‌است باید یک تروریست خطرناک را از حمله به لندن ردیابی و متوقف کند.

## بازخوردها
این فیلم در راتن تومیتوز دارای امتیاز ۲۵ درصد تائیدیه است.